# Libnotes erythromera
Libnotes erythromera là một loài ruồi trong họ Limoniidae. Chúng phân bố ở miền Australasia.